# Джо Рок
Джо Рок (англ. Joe Rock, 25 грудня 1893, Нью-Йорк - 5 грудня 1984, Лос-Анджелес, Каліфорнія) — американський кінопродюсер, режисер, актор та сценарист, якого найбільше запам'ятали за створення 12 кінокомедій з Лорелом і Гарді.
Після проходження служби піхотинцем під час Першої світової війни Рок розпочав свою кар'єру у німих кінокомедіях, під своїм справжнім іменем Джо Сімберг, але скоро знайшов більший успіх як продюсер.
Джо Рок випустив в 1933 році фільм «Кракатау», документальний стрічка про виверження вулкана 1883 року. Цей фільм виграв кінопремію «Оскар» за кращий новаторський короткометражний фільм в 1933 році.
Джо Рок був одружений з актрисою Луїз Гренвілл. У них було двоє дітей : актриса Феліппа Рок і письменник Філіп Рок. Його онуком є актор Крістофер Пат.

## Вибрана фільмографія
- 1915: Виховуючи батька / Bringing Up Father
- 1933: Кракатау / Krakatoa
- 1935: Строго незаконно / Strictly Illegal
- 1936: Людина за маскою / The Man Behind the Mask
- 1937: Хлопці будуть дівчатами / Boys Will Be Girls
- 1937: Ритм Рекетир / Rhythm Racketeer